# Jomotusjärvi
Jomotusjärvi är en sjö i Övertorneå kommun i Norrbotten och ingår i Torneälvens huvudavrinningsområde. Sjön är 10,9 meter djup, har en yta på 0,864 kvadratkilometer och är belägen 176 meter över havet. Sjön avvattnas av vattendraget Jomotusoja.

## Delavrinningsområde
Jomotusjärvi ingår i det delavrinningsområde (740489-183471) som SMHI kallar för Utloppet av Jomotusjärvi. Medelhöjden är 191 meter över havet och ytan är 3,16 kvadratkilometer. Det finns inga avrinningsområden uppströms utan avrinningsområdet är högsta punkten. Jomotusoja som avvattnar avrinningsområdet har biflödesordning 3, vilket innebär att vattnet flödar genom totalt 3 vattendrag innan det når havet efter 119 kilometer. Avrinningsområdet består mestadels av skog (70 procent). Avrinningsområdet har 0,86 kvadratkilometer vattenytor vilket ger det en sjöprocent på 27,3 procent.